# Daiva Rakauskaitė
Daiva Rakauskaitė – litewska pilot balonowa. Dwukrotna wicemistrzyni Europy w lotach na balonach na ogrzane powietrze z 2012 i 2015 roku.

## Życiorys
Zaczęła latać balonem w 2004 roku. Baloniarstwem zainteresowała się po podjęciu pracy w firmie sprzedającej firmom powierzchnię reklamową na balonach. Latać uczyli ją: Vytautas Sviderskis i Aurimas Vengrys. Córka Ieva Šuopytė zdobyła licencję pilota jako 16-latka i również startuje w międzynarodowych zawodach balonowych.

## Osiągnięcia sportowe
- 2010 : 1. Mistrzostwa Europy Kobiet w Balonach na Ogrzane Powietrze FAI w Olicie, Litwa, 2010 – 13. miejsce
- 2012 : 2. Mistrzostwa Europy Kobiet w Balonach na Ogrzane Powietrze FAI we Frankenthal, Niemcy – 2. miejsce[2]
- 2014 : 1. Mistrzostwa Świata Kobiet w Balonach na Ogrzane Powietrze w Lesznie, Polska – 6. miejsce[3]
- 2015 : 3. Mistrzostwa Europy Kobiet w Balonach na Ogrzane Powietrze FAI w Drenthe, Holandia – 2. miejsce[4]
- 2016 : Lithuanian Nationals 2016 – 18. miejsce[5]
- 2016 : 2. Mistrzostwa Świata Kobiet w Balonach na Ogrzane Powietrze FAI w Birsztanach, Litwa, 2016 – 6. miejsce[6]
- 2017 : 4. Mistrzostwa Europy Kobiet w Balonach na Ogrzane Powietrze w Lesznie, Polska – 5. miejsce[7]